# Алези, Джулиано
Джулиано Рю Алези (фр. Giuliano Ryu Alesi; род. 20 сентября 1999 года в городе Авиньон) — французский автогонщик. Является сыном известного бывшего пилота Формулы-1 Жана Алези и бывшей японской актрисы Кумико Гото. В настоящий момент выступает в чемпионате Супер-Формулы, ранее был пилотом Формулы-2.

## Карьера

### Картинг
Джулиано родился в Авиньоне, он начал заниматься картингом в 2013 году. Соревнуясь в таких категориях как KF3 и KFJ, Джулиано не смог добиться каких-либо серьёзных успехов. Однако это не помешало его карьере развиваться.

### Французская Формула-4
В марте 2015 года стало известно, что Алези сменит карт на формульный болид и станет одним из участником сезона-2015 французской Формулы-4. В первой же гонке он взял поул, а затем смог одержать победу, поставив ещё и лучший круг. После этого Джулиано добился ещё двух побед и двух побед в зачёте новичков. По итогам сезона, он занял второе место среди новичков и четвёртое в личном зачёте.

### GP3
В декабре 2015 года Алези принял участие в пост-сезонных тестах серии GP3 вместе с командами Arden International и Jenzer Motorsport. В том-же месяце было объявлено, что Алези будет участвовать в сезоне 2016 года этой серии, однако ещё неизвестно с какой командой. В феврале 2016 года стала известна и команда, ею оказалась итальянская Trident. Первый сезон получился довольно неудачным, Алези всего один раз финишировал в очковой зоне на 10 месте, что принесло ему всего одно очко. Это произошло в Бельгии на трассе Спа-Франкоршам. По итогам сезона он занял двадцать второе место.
В 2017 году результаты Алези вышли на новый уровень. Свою первую победу он одержал в Сильверстоуне, а после этого победил в Хунгароринге и Спа. Примечательно, что каждая из этих побед была одержана в спринтерских гонках. В итоге, Алези занял пятое место в личном зачёте, набрав 99 очков.
В следующем году Джулиано начал сезон с победы в ещё одном спринте в Испании, однако, после этого, больше не видел первых мест. По ходу сезона он занял несколько подиумов, однако этого было недостаточно, чтобы участвовать в чемпионской гонке. В этом году он занял седьмое место в личном зачёте и заработал 100 очков.

### ФИА Формула-2
В декабре 2018 года было объявлено, что после трёх сезонов в GP3, Алези перейдёт в Формулу-2, чтобы принять участие в сезоне 2019. Он останется пилотом Trident Racing, ведь эта команда также участвует в этой серии. На ноябрьских тестах Формулы-2 в Абу-Даби, Алези уже пилотировал болид этой команды и показал шестое время в последний день тестов.
За весь сезон 2019 года Алези не смог показать особо выдающихся результатов, что наверняка было вызвано не только отсутствием опыта у пилота, но также и плохой формой команды Trident, которая вот уже несколько лет подряд показывала низкие результаты в этом чемпионате. Первый раз финиш в очках случился для Джулиано на домашней трассе Поль-Рикар, однако потом он ещё долгое время заканчивал гонки вне очковой зоны. Только к концу сезона молодой Алези смог начать стабильно зарабатывать очки. Стабильные результаты в концовке позволили ему опередить несколько пилотов в личном зачёте и закончить чемпионат на пятнадцатом месте, имея в своём активе двадцать очков.
Ещё до окончания сезона 2019 стало известно, что в двадцатом году Алези перейдёт в команду HWA Racelab, где станет напарником Артёма Маркелова. В первой гонке сезона на Ред Булл Ринге Алези финишировал 6-м, однако это были единственные очки, которые он смог набрать, выступая за эту команду. Перед этапом в Сочи, Джулиано перешёл в команду MP Motorsport, заняв место ушедшего из команды Нобухару Мацуситы. Однако и сменив команду, Джулиано лишь один раз смог набрать очки — в последней гонке сезона в Бахрейне. На фоне слабого выступления появились слухи об окончании гоночной карьеры после конца сезона 2020 года. Так отец Джулиано, Жан, сказал, что он столкнулся с финансовыми трудностями, а самого Джулиано исключили из гоночной академии Феррари. Однако никаких подтверждений слов Жана от гоночной академии не последовало. 25 января 2021 года стало известно, что Джулиано покинул гоночную академию Феррари, и ожидается, что его карьера сосредоточится на гоночных чемпионатах Азии..

### Формула-1
В марте 2016 года, Алези был включён в Академию Пилотов Феррари (вместе с соперником по GP3 Шарлем Леклером), что связывает его с командой, за которую в первой половине девяностых выступал его отец. 25 января 2021 года провёл «прощальные тесты» за рулём болида Ferrari SF71H, после которых было объявлено, что Джулиано покидает Академию Феррари.

## Результаты выступлений

### Общая статистика
| Сезон   | Серия                 | Команда       | Гонка | Победы | Поулы | Л/Круги | Подиумы | Очки  | Место |
| ------- | --------------------- | ------------- | ----- | ------ | ----- | ------- | ------- | ----- | ----- |
| 2015    | Французская Формула-4 | Н/Д           | 21    | 3      | 2     | 2       | 4       | 168.5 | 4     |
| 2015–16 | MRF Challenge         | MRF Racing    | 4     | 0      | 0     | 0       | 0       | 3     | 23    |
| 2016    | GP3                   | Trident       | 15    | 0      | 0     | 0       | 0       | 1     | 22    |
| 2017    | GP3                   | Trident       | 15    | 3      | 0     | 1       | 4       | 99    | 5     |
| 2018    | GP3                   | Trident       | 18    | 1      | 0     | 1       | 4       | 100   | 7     |
| 2019    | ФИА Формула-2         | Trident       | 22    | 0      | 0     | 0       | 0       | 20    | 15    |
| 2020    | ФИА Формула-2         | HWA Racelab   | 18    | 0      | 0     | 1       | 0       | 12    | 17    |
| 2020    | ФИА Формула-2         | MP Motorsport | 4     | 0      | 0     | 0       | 0       | 12    | 17    |

### GP3
| Сезон | Команда | 1          | 2          | 3          | 4          | 5          | 6            | 7          | 8          | 9            | 10         | 11         | 12         | 13         | 14         | 15           | 16         | 17         | 18         | Место | Очки |
| ----- | ------- | ---------- | ---------- | ---------- | ---------- | ---------- | ------------ | ---------- | ---------- | ------------ | ---------- | ---------- | ---------- | ---------- | ---------- | ------------ | ---------- | ---------- | ---------- | ----- | ---- |
| 2016  | Trident | КАТ ГОН 22 | КАТ СПР 16 | РБР ГОН НС | РБР СПР НС | СИЛ ГОН 16 | СИЛ СПР Сход | ХУН ГОН 19 | ХУН СПР 16 | ХОК ГОН Сход | ХОК СПР 14 | СПА ГОН 10 | СПА СПР 12 | МНЦ ГОН НС | МНЦ СПР 19 | СЕП ГОН 16   | СЕП СПР 13 | ЯСМ ГОН 11 | ЯСМ СПР 10 | 22    | 1    |
| 2017  | Trident | КАТ ГОН 17 | КАТ СПР 11 | РБР ГОН 6  | РБР СПР 2  | СИЛ ГОН 7  | СИЛ СПР 1    | ХУН ГОН 6  | ХУН СПР 1  | СПА ГОН 7    | СПА СПР 1  | МНЦ ГОН 6  | МНЦ СПР О  | ХЕР ГОН 9  | ХЕР СПР 7  | ЯСМ ГОН Сход | ЯСМ СПР 10 |            |            | 5     | 99   |
| 2018  | Trident | КАТ ГОН 7  | КАТ СПР 1  | ЛЕК ГОН 3  | ЛЕК СПР 6  | РБР ГОН 6  | РБР СПР Сход | СИЛ ГОН 8  | СИЛ СПР 2  | ХУН ГОН 17†  | ХУН СПР 16 | СПА ГОН 9  | СПА СПР 6  | МНЦ ГОН 6  | МНЦ СПР 2  | СОЧ ГОН 14   | СОЧ СПР 17 | ЯСМ ГОН 6  | ЯСМ СПР 10 | 7     | 100  |

† Пилот не финишировал в гонке, но был классифицирован как завершивший более 90% её дистанции.

### ФИА Формула-2
| Сезон | Команда       | 1          | 2             | 3            | 4            | 5            | 6          | 7           | 8            | 9           | 10          | 11           | 12           | 13         | 14           | 15         | 16         | 17           | 18           | 19         | 20         | 21          | 22          | 23          | 24         | Место | Очки |
| ----- | ------------- | ---------- | ------------- | ------------ | ------------ | ------------ | ---------- | ----------- | ------------ | ----------- | ----------- | ------------ | ------------ | ---------- | ------------ | ---------- | ---------- | ------------ | ------------ | ---------- | ---------- | ----------- | ----------- | ----------- | ---------- | ----- | ---- |
| 2019  | Trident       | БАХ ГОН 12 | БАХ СПР ДСК   | БАК ГОН Сход | БАК СПР Сход | КАТ ГОН Сход | КАТ СПР 16 | МОН ГОН 11  | МОН СПР Сход | ЛЕК ГОН 10  | ЛЕК СПР 14  | РБР ГОН 13   | РБР СПР Сход | СИЛ ГОН 17 | СИЛ СПР Сход | ХУН ГОН 13 | ХУН СПР 12 | СПА ГОН О    | СПА СПР О    | МНЦ ГОН 7  | МНЦ СПР 7  | СОЧ ГОН 13  | СОЧ СПР 8   | ЯСМ ГОН 8   | ЯСМ СПР 5  | 15    | 20   |
| 2020  | HWA Racelab   | РБР1 ГОН 6 | РБР1 СПР Сход | РБР2 ГОН 21  | РБР2 СПР 15  | ХУН ГОН 11   | ХУН СПР 10 | СИЛ1 ГОН 19 | СИЛ1 СПР 18  | СИЛ2 ГОН 16 | СИЛ2 СПР 20 | КАТ ГОН Сход | КАТ СПР 19   | СПА ГОН 18 | СПА СПР 14   | МНЦ ГОН 18 | МНЦ СПР 12 | МУД ГОН Сход | МУД СПР Сход |            |            |             |             |             |            | 17    | 12   |
| 2020  | MP Motorsport |            |               |              |              |              |            |             |              |             |             |              |              |            |              |            |            |              |              | СОЧ ГОН 14 | СОЧ СПР 16 | БАХ1 ГОН 17 | БАХ1 СПР 13 | БАХ2 ГОН 15 | БАХ2 СПР 6 | 17    | 12   |